# تروی (حوزه سرشماری)، نیوهمپشایر
تروی (به انگلیسی: Troy) یک منطقهٔ مسکونی در ایالات متحده آمریکا است که در نیوهمپشایر واقع شده‌است. تروی ۳٫۳ کیلومتر مربع مساحت و ۱٬۲۲۱ نفر جمعیت دارد و ۳۰۹ متر بالاتر از سطح دریا واقع شده‌است.